# Beckingen

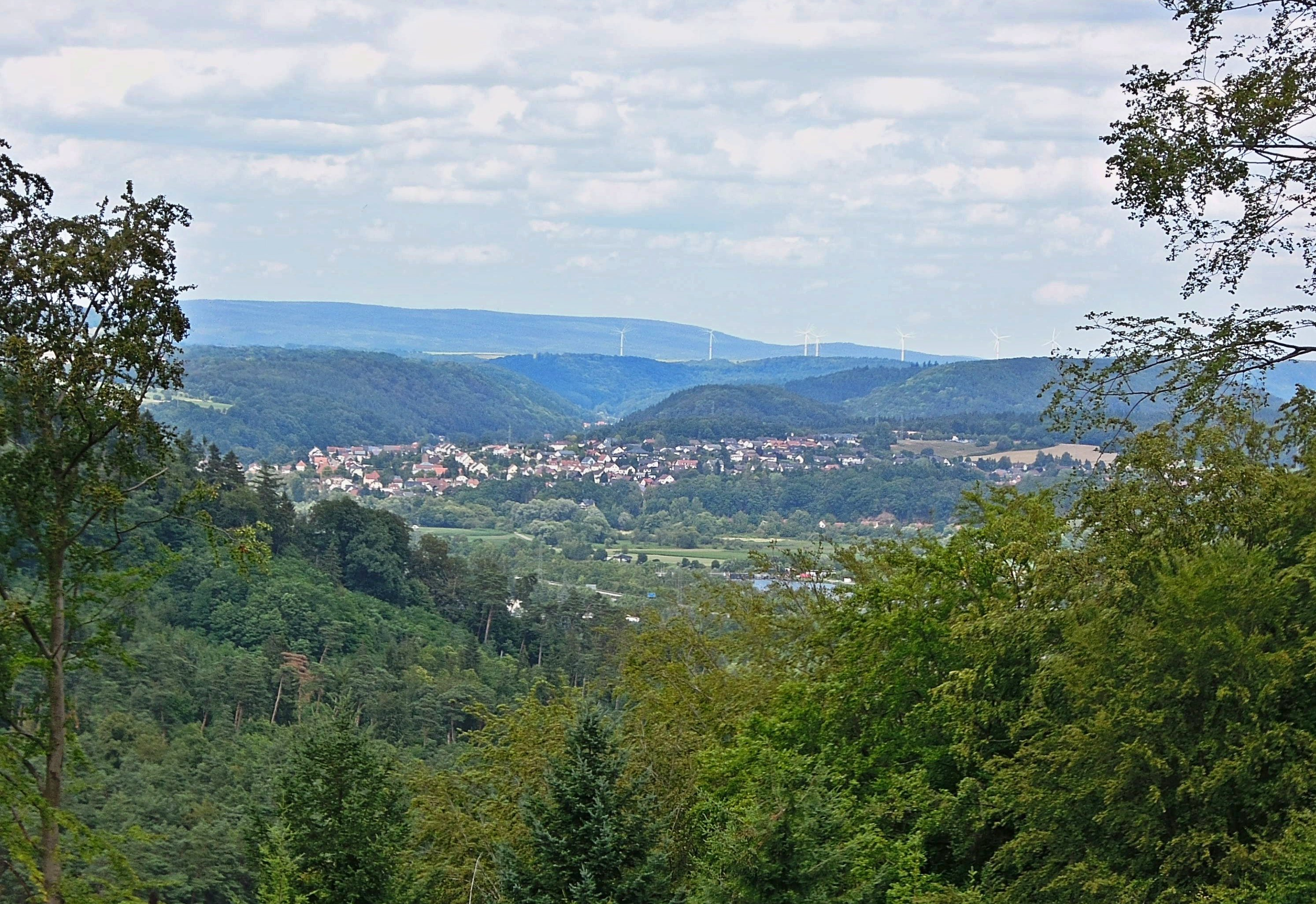
Beckingen vom Limberg aus gesehen

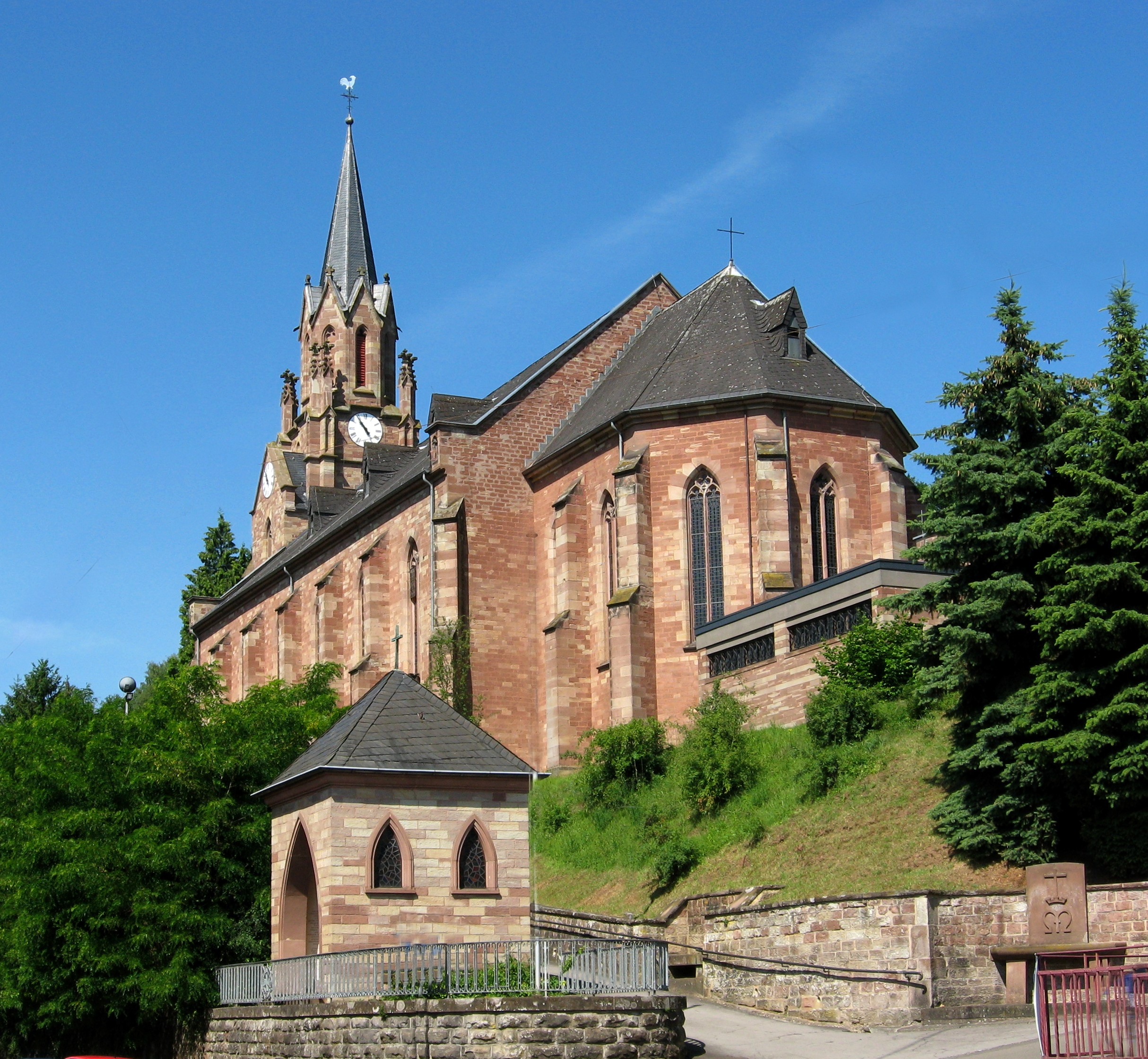
Pfarrkirche St. Johannes und Paulus

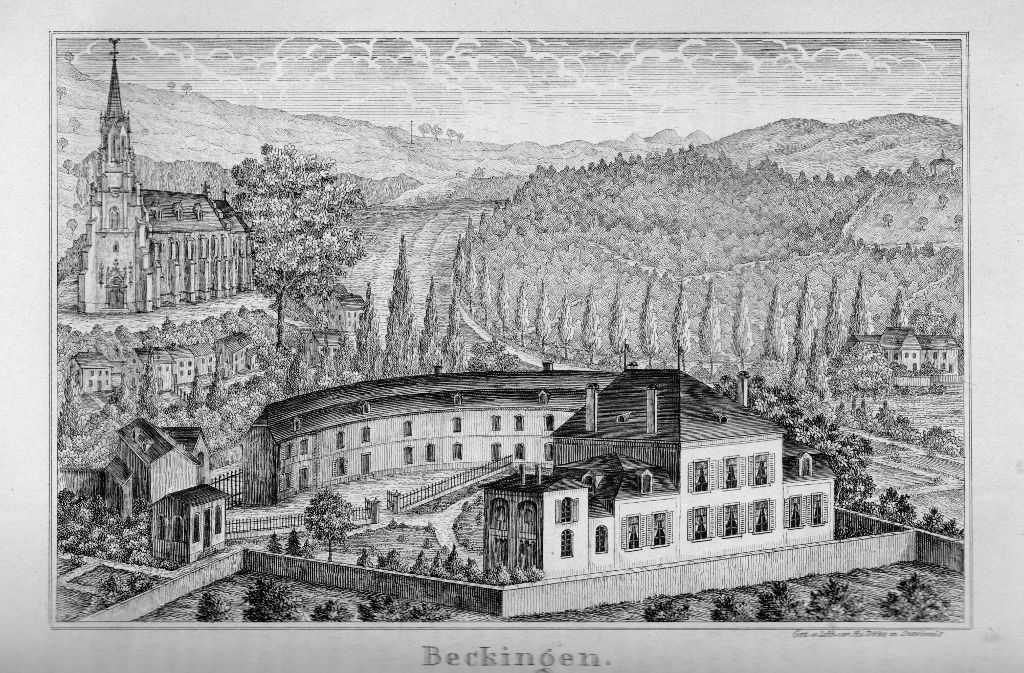
Beckingen auf einer Lithographie aus dem Jahre 1863 (Quelle: Urkundliche Geschichte des Kreises Merzig von Constantin von Briesen)

Beckingen ist eine saarländische Gemeinde im Landkreis Merzig-Wadern – etwa 30 km nordwestlich von Saarbrücken gelegen. Sie entstand am 1. Januar 1974 im Zuge der Gebiets- und Verwaltungsreform des Saarlandes aus den Ortschaften Beckingen, Düppenweiler, Erbringen, Hargarten, Haustadt, Honzrath, Oppen, Reimsbach und Saarfels.

## Geographie

### Gemeindebezirke
Die Gemeinde gliedert sich wie folgt:
- Beckingen
- Düppenweiler
- Erbringen
- Hargarten
- Haustadt
- Honzrath
- Oppen
- Reimsbach
- Saarfels (früherer Name bis 16. Mai 1923: Fickingen)

### Nachbargemeinden
Das gesamte Gemeindegebiet von Beckingen grenzt an folgende Gemeindegebiete an:
Im Uhrzeigersinn:
- Bachem (Ortsteil der Gemeinde Losheim am See)
- Rimlingen (Ortsteil der Gemeinde Losheim am See)
- Rissenthal (Ortsteil der Gemeinde Losheim am See)
- Wahlen (Ortsteil der Gemeinde Losheim am See)
- Außen (Ortsteil der Gemeinde Schmelz (Saar))
- Hüttersdorf (Ortsteil der Gemeinde Schmelz (Saar))
- Piesbach (Ortsteil der Gemeinde Nalbach)
- Nalbach
- Diefflen (Ortsteil der Stadt Dillingen/Saar)
- Dillingen/Saar
- Pachten (Ortsteil der Stadt Dillingen/Saar)
- Rehlingen (Ortsteil der Gemeinde Rehlingen-Siersburg)
- Fremersdorf (Ortsteil der Gemeinde Rehlingen-Siersburg)
- Menningen (Ortsteil der Stadt Merzig)
- Bietzen (Ortsteil der Stadt Merzig)
- Merchingen (Ortsteil der Stadt Merzig)

Das Gemeindegebiet des Hauptortes Beckingen grenzt an folgende Orte an:
Im Uhrzeigersinn:
- Bietzen (Ortsteil der Stadt Merzig)
- Haustadt
- Düppenweiler
- Nalbach
- Diefflen (Ortsteil der Stadt Dillingen/Saar)
- Dillingen/Saar
- Pachten (Ortsteil der Stadt Dillingen/Saar)
- Rehlingen (Ortsteil der Gemeinde Rehlingen-Siersburg)
- Saarfels
- Menningen (Ortsteil der Stadt Merzig)

## Geschichte

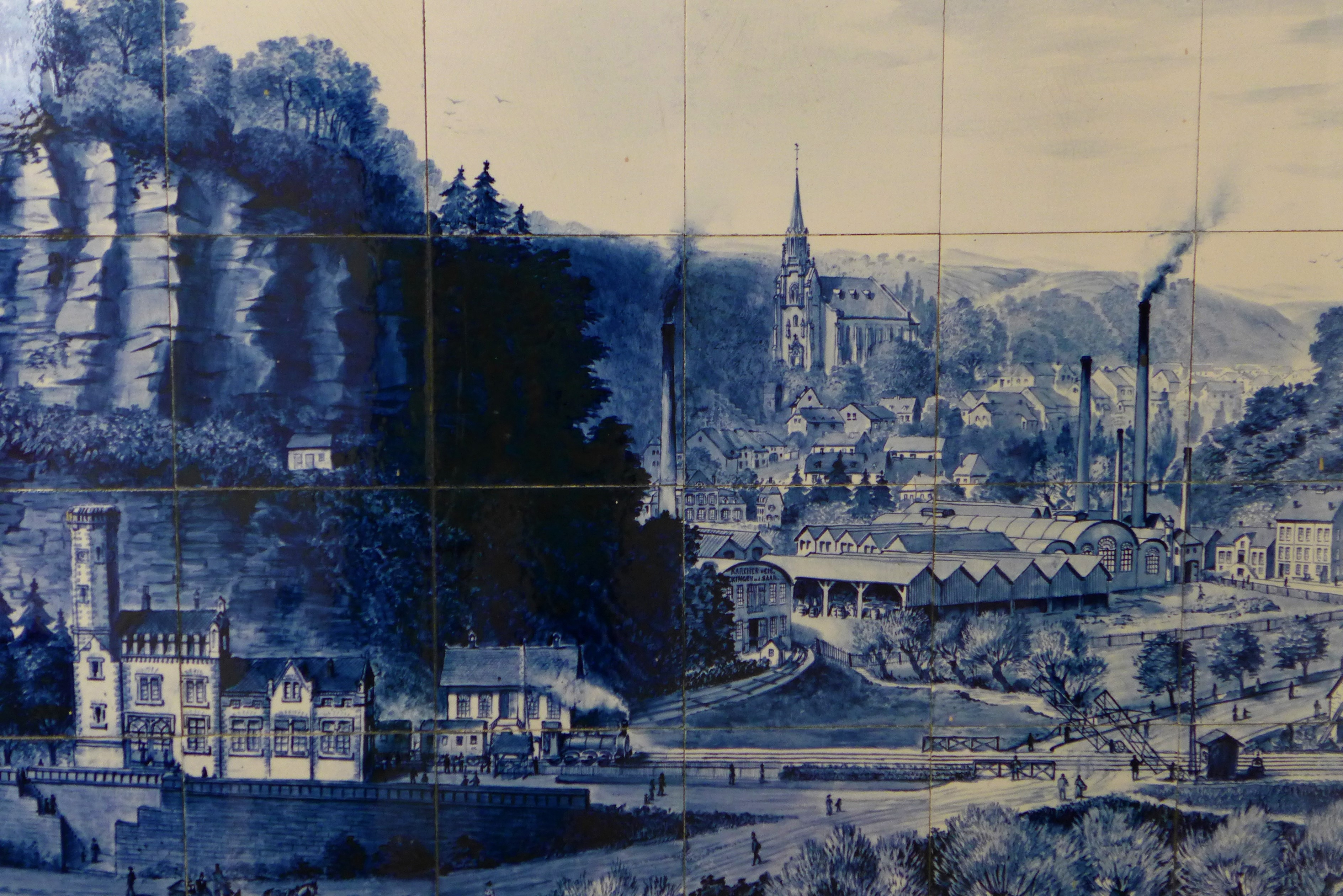
Beckingen am Ende des 19. Jahrhunderts mit der Karcherschen Fabrik auf dem Gelände der Kommendenmühle sowie dem Beckinger Bahnhofsgebäude und der Kirche St. Johannes und Paulus, Ausschnitt aus einem Fliesenbild von Peter Winkel im Merziger Museum Schloss Fellenberg

### Antike
Das Gebiet der heutigen Gemeinde war bereits um 1800 bis 1200 v. Christi besiedelt, was aufgrund von Ausgrabungen ermittelt wurde. Die Römer erschlossen um Christi Geburt die Gegend verkehrstechnisch.

### Mittelalter
Im Jahr 1048 wurde der Ort Beckingen erstmals in einer Urkunde des Erzbischofs Eberhard von Trier erwähnt. Am Ende des 13. Jahrhunderts siedelten sich Deutschordensritter in Beckingen an. Grundlage für die Gründung der Komturei Beckingen war eine Schenkung der beiden Brüder Gerhard und Jakob von Beckingen, die der Familie der Herren von Siersberg entstammten, vom 28. Januar 1293 an das Deutschherrenhaus in Trier. Jakob von Beckingen war Kanoniker des Trierer Stiftes St. Simeon in der Porta Nigra, Gerhard war Lehnsmann des Herzogs von Lothringen. Die Schenkung an den Orden umfasste Besitz innerhalb der Gemarkung Beckingens und sollte der Tilgung von Sündenstrafen der beiden Brüder dienen. Zu Beginn des 14. Jahrhunderts errichteten die Trierer Ordensbrüder im verkehrsgünstig gelegenen Beckingen an der Saar eine eigene Komturei. Die erste urkundliche Erwähnung eines Deutschen Hauses zu Beckingen erfolgte im Jahre 1320. Die Komturei Beckingen gehörte zur Ballei Lothringen mit Sitz in Trier, die das heutige Saarland, Teile der südlichen und östlichen Pfalz und vor allem weite Teile Lothringens umfasste. Die linksrheinisch gelegene Ballei Lothringen wurde im Norden durch die Kammerballei Koblenz und im Süden durch die Kammerballei Elsass-Burgund begrenzt.

### Frühe Neuzeit
Nachdem das heutige Gemeindegebiet zuvor dem Deutschorden unterstand, kam der Großteil (mit Ausnahme der kurtrierischen Dörfer) mit dem Frieden von Nimwegen 1678/1679 an Frankreich. Bereits 1697 verlor Ludwig XIV. die Gebiete, die zu Lothringen gehörten, jedoch wieder. Nach dem Tode des lothringischen Herzogs Stanislaus I. Leszczyński, kam Lothringen (und damit auch Beckingen) 1766 erneut an Frankreich, das 1794 auch die kurtrierischen Orte Düppenweiler und Oppen besetzte.

### 19. Jahrhundert
Nach der Zerschlagung des napoleonischen Reiches wurde das gesamte Gebiet der Rheinprovinz zugeordnet und gehörte damit zu Preußen.

### Saargebiet
Nach dem Ersten Weltkrieg ordnete der Versailler Vertrag den heutigen Gemeindebesitz (außer Oppen, das beim Deutschen Reich verblieb) dem Saargebiet zu, welches unter Völkerbundverwaltung gestellt wurde. Nach der Volksabstimmung 1935 kam das gesamte Saargebiet wieder zum Deutschen Reich.

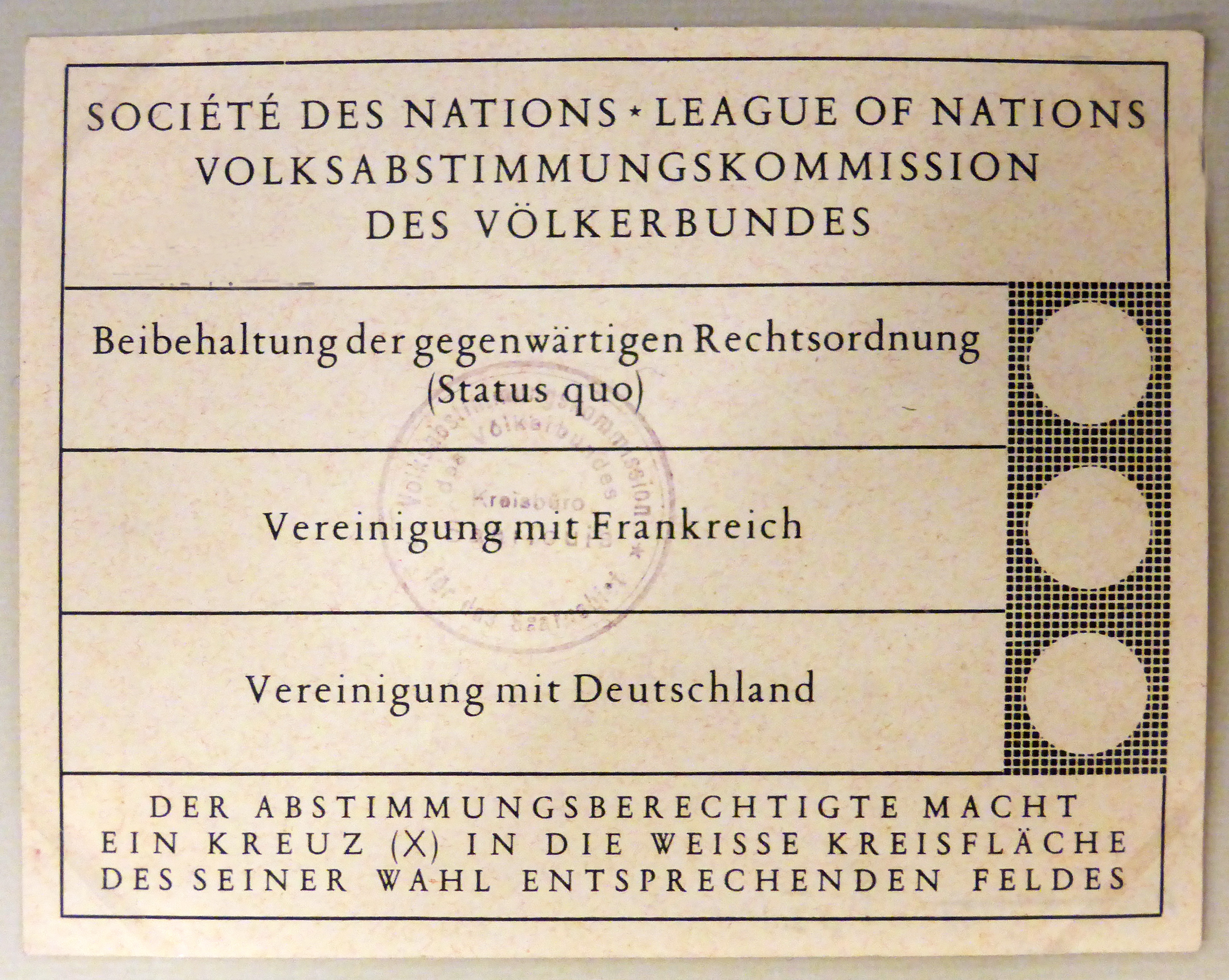
Stimmzettel zur Saarabstimmung 1935

Bei der Volksabstimmung am 13. Januar 1935 stimmten im Saargebiet 90,5 % für die Angliederung an das Deutsche Reich.
In der Bürgermeisterei Haustadt waren die Abstimmungsergebnisse vom 13. Januar 1935 folgendermaßen:
- Abgegebene Stimmen: 6.374
- Für den Anschluss an die Französische Republik stimmten: 18 (= 0,3 %)
- Für den Status quo stimmten: 260 (= 4,1 %)
- Für die Rückgliederung an das Deutsche Reich stimmten: 6.096 (= 95,6 %)

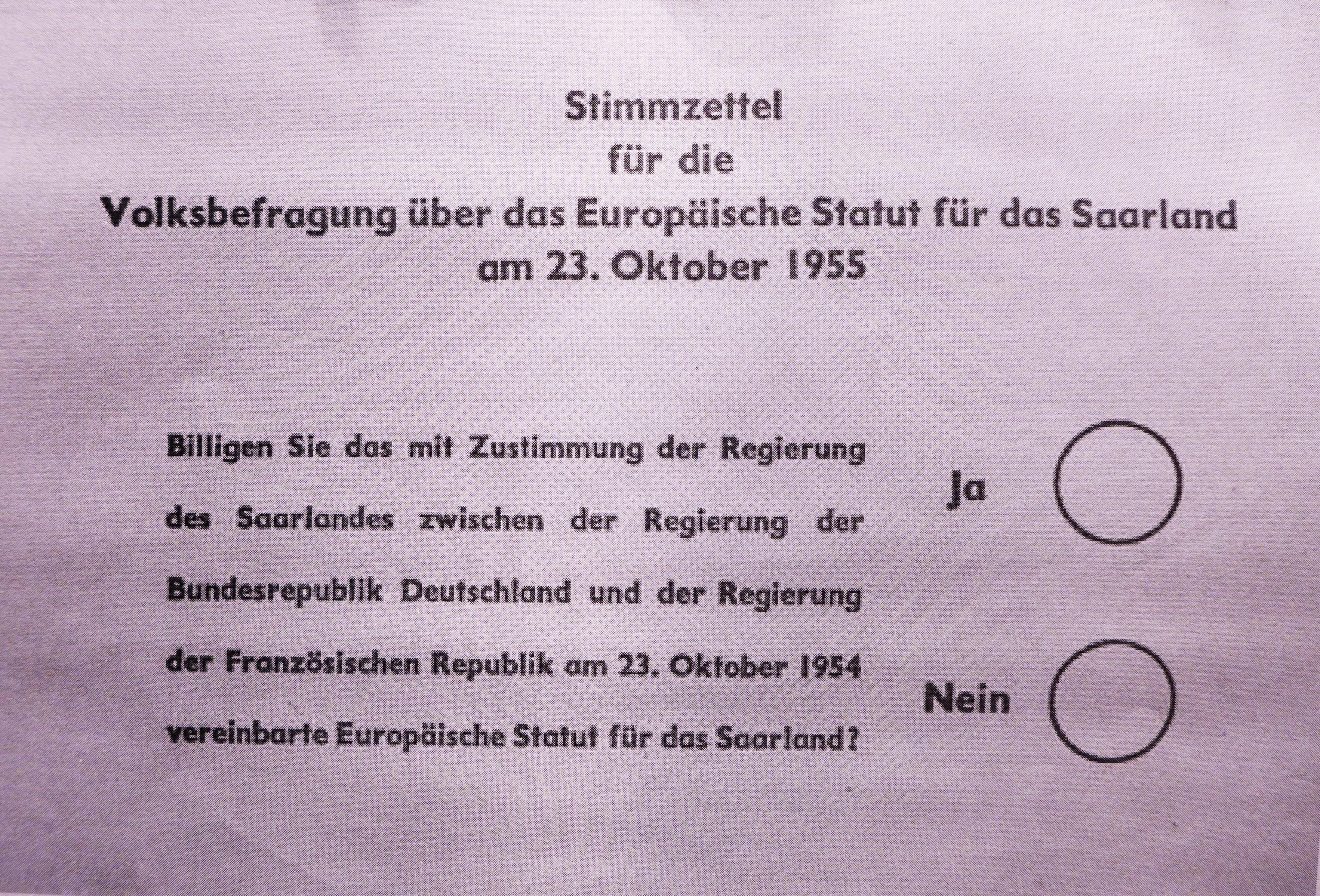
Stimmzettel für die Volksbefragung über das Europäische Statut für das Saarland am 23. Oktober 1955

### Saarstaat
Mit dem Inkrafttreten der Verfassung des Saarlandes am 15. Dezember 1947 wurde Beckingen Teil des Saarstaates.
Am 23. Oktober 1954 war zwischen dem deutschen Bundeskanzler Konrad Adenauer und dem französischen Ministerpräsidenten Pierre Mendès France das Abkommen zwischen den Regierungen der Bundesrepublik Deutschland und der Französischen Republik über das Statut der Saar ausgehandelt worden. Bis zum Abschluss eines Friedensvertrages mit Deutschland sah das Abkommen die Unterstellung des Saarlandes unter einen Kommissar der Westeuropäischen Union vor. Dieser sollte das Land nach außen vertreten. Die saarländische Regierung sollte jedoch weiter für die inneren Angelegenheiten zuständig und die wirtschaftliche Anbindung an Frankreich erhalten bleiben. Allerdings war auch eine engere wirtschaftliche Vernetzung mit der Bundesrepublik vorgesehen.
Bei der Volksabstimmung zum Abkommen am 23. Oktober 1955 über das Europäische Statut des Saarlandes stimmte Beckingen gegen das Abkommen.
Der saarländische Landesdurchschnitt der Ja-Sager lag bei 32,3 %, der der Nein-Sager bei 67,7 %.
Durch die darauf folgenden Verhandlungen und den Luxemburger Vertrag vom 27. Oktober 1956, in dem Frankreich der Rückgliederung des Saarlandes unter westdeutsche Hoheit zustimmte, wurde Beckingen zum 1. Januar 1957 politisch und am 6. Juli 1959 („Tag X“) wirtschaftlich der Bundesrepublik Deutschland angeschlossen.

### Eingemeindungen
Am 1. Januar 1974 wurden anlässlich der saarländischen Landkreis- und Gemeindegebietsreform die bisher selbständigen Gemeinden Düppenweiler, Erbringen, Hargarten, Haustadt, Honzrath, Oppen, Reimsbach und Saarfels eingegliedert.

## Politik

### Gemeinderat
Bei der Kommunalwahl am 9. Juni 2024 ergab sich für die 33 Sitze im Gemeinderat folgende Verteilung:[veraltet]
| Partei           | Stimmenanteil | Differenz | Sitze | Differenz |
| ---------------- | ------------- | --------- | ----- | --------- |
| CDU              | 43,8 %        | +6,6 %    | 15    | +2        |
| SPD              | 41,6 %        | +5,2 %    | 14    | +1        |
| Linke            | 7,3 %         | −1,0 %    | 2     | +0        |
| FDP              | 4,2 %         | +1,0 %    | 1     | +0        |
| Grüne            | 3,2 %         | −5,1 %    | 1     | −1        |
| AfD              | 0,0 %         | −6,6 %    | 0     | −2        |
| Wahlbeteiligung: | 70,3 %        | +5,8 %    |       |           |

### Bürgermeister
- 1947–1983 Alois Jacobs (Amtsvorsteher und Bürgermeister)
- 1983–1993 Franz Kihn
- 1. Dezember 1993 bis 30. November 2003: Manfred Peter (SPD)
- 1. Dezember 2003 bis 31. Mai 2017: Erhard Seger (CDU)
- seit 1. Juni 2017: Thomas Collmann (SPD)

Bürgermeister Thomas Collman wurde in einer Stichwahl am 26. September 2016 mit 55,9 % der Stimmen ins Amt gewählt. Sein Vorgänger ging in den Ruhestand.

### Wappen
Das Wappen wurde am 8. Januar 1975 durch das Innenministerium genehmigt.
Blasonierung aus der Sicht des Schildträgers: „Gevierter Schild, oben rechts und unten links in Silber ein durchgehendes schwarzes Balkenkreuz, oben links und unten rechts in Schwarz ein fünfstrahliger goldener Stern, überhöht von zwei goldenen Rosen.“
Das Wappen wurde von Kurt Hoppstädter entworfen und am 20. August 1951 von der Saarländischen Landesregierung unter Ministerpräsident Johannes Hoffmann genehmigt.
Das Wappen vereinigt das schwarze Balkenkreuz des Deutschen Ritterordens mit dem Wappen des örtlichen Ordenskomturs Philipp Arnold von Ahr (1623–1634). Das Wappen des Komturs findet sich an der Marzelluskapelle in Beckingen. Das Wappen des Deutschen Ritterordens wurde für das Ortswappen benutzt, da sich der Ort fast 500 Jahre (vom 13. Jahrhundert bis zur Zwangsauflösung der Beckinger Kommende während der Französischen Revolution in den Jahren 1792/1793) in der Verwaltung des Ordens befand und Sitz einer Komturei war. Komtur Philipp Arnold von Ahr hatte die Marzelluskapelle errichten lassen.

## Kultur und Sehenswürdigkeiten
siehe:
- Liste der Baudenkmäler in Beckingen
- Bahnhof Beckingen (Saar)
- Grube Düppenweiler
- SaarGarten Beckingen

Skulpturen Saargarten Beckingen
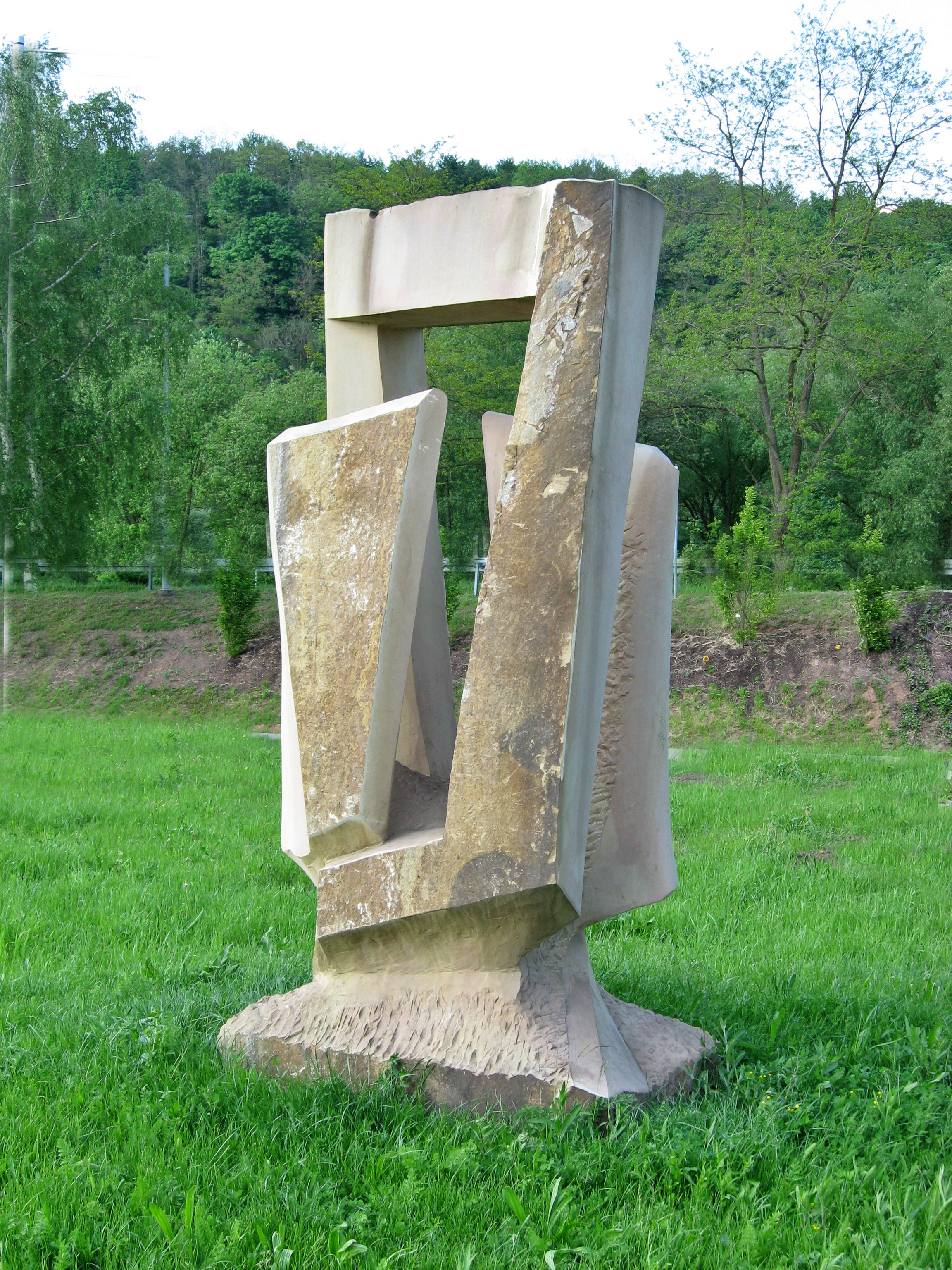
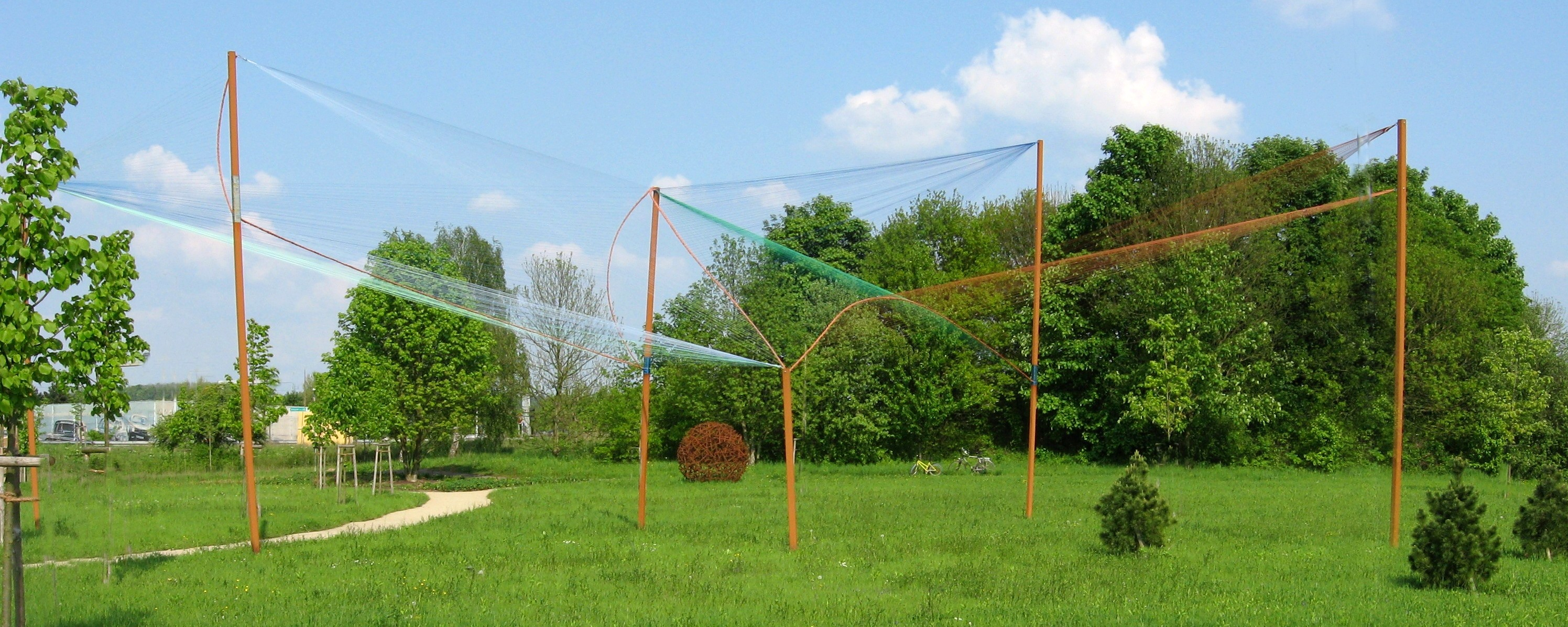
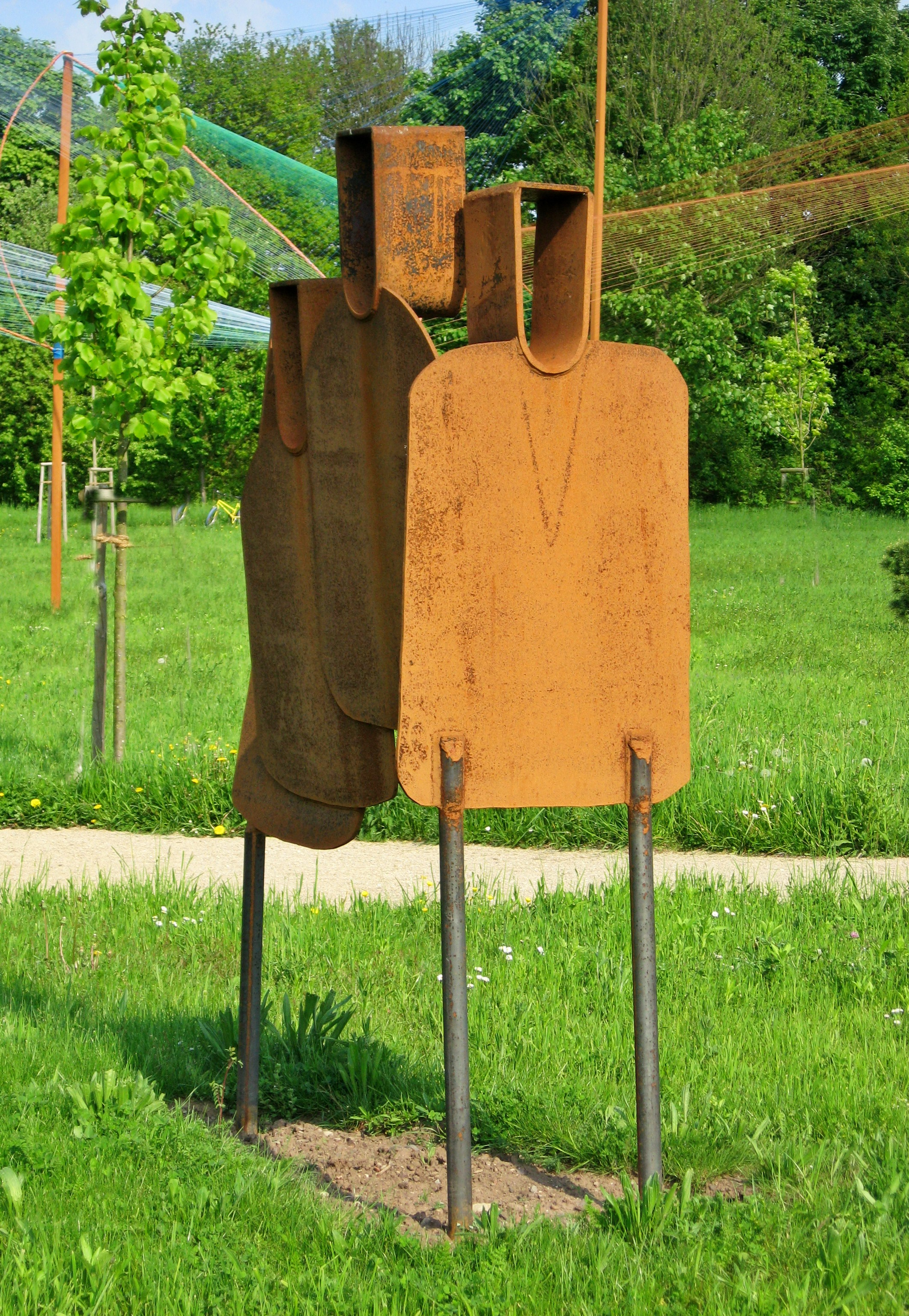
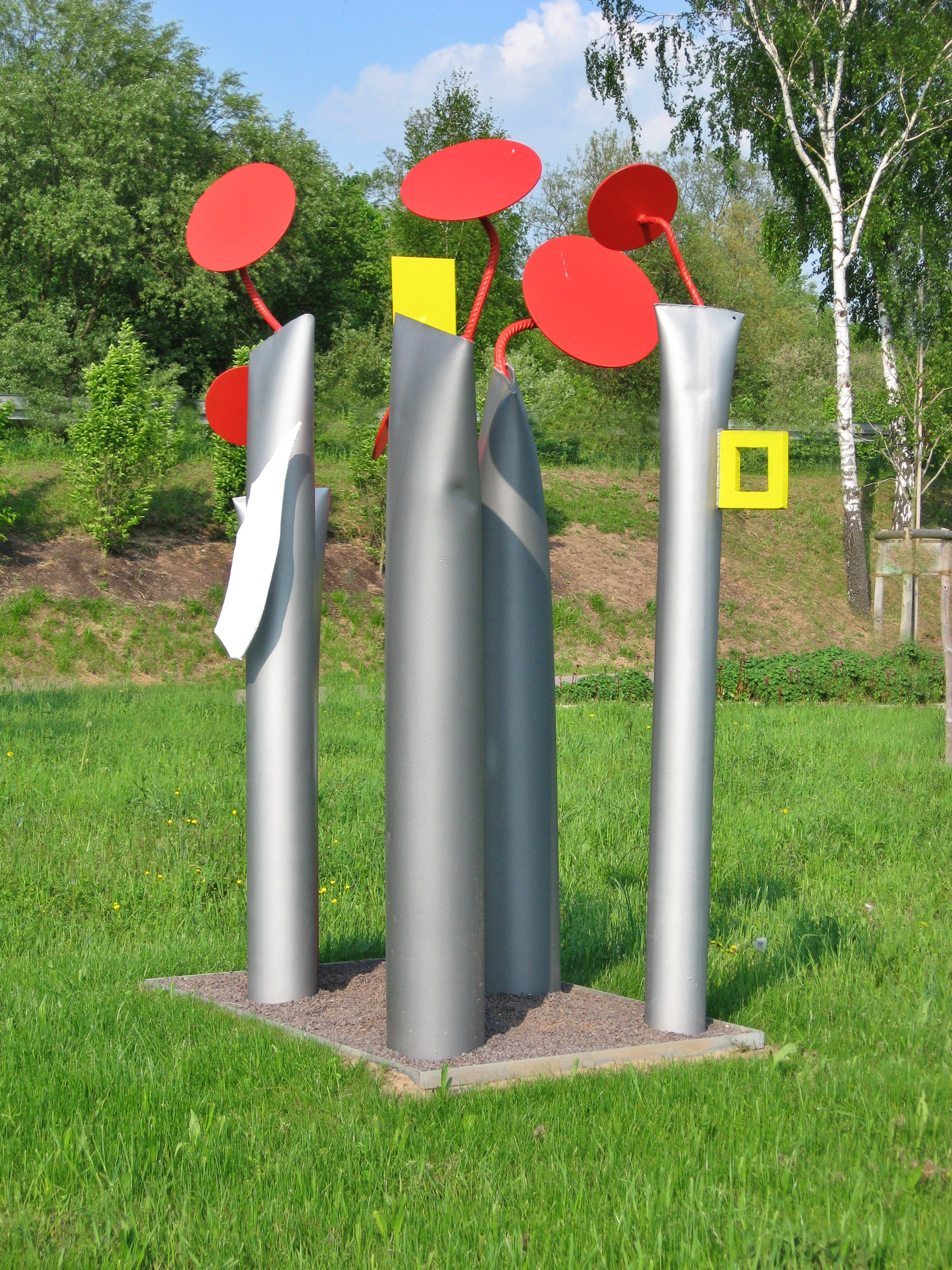
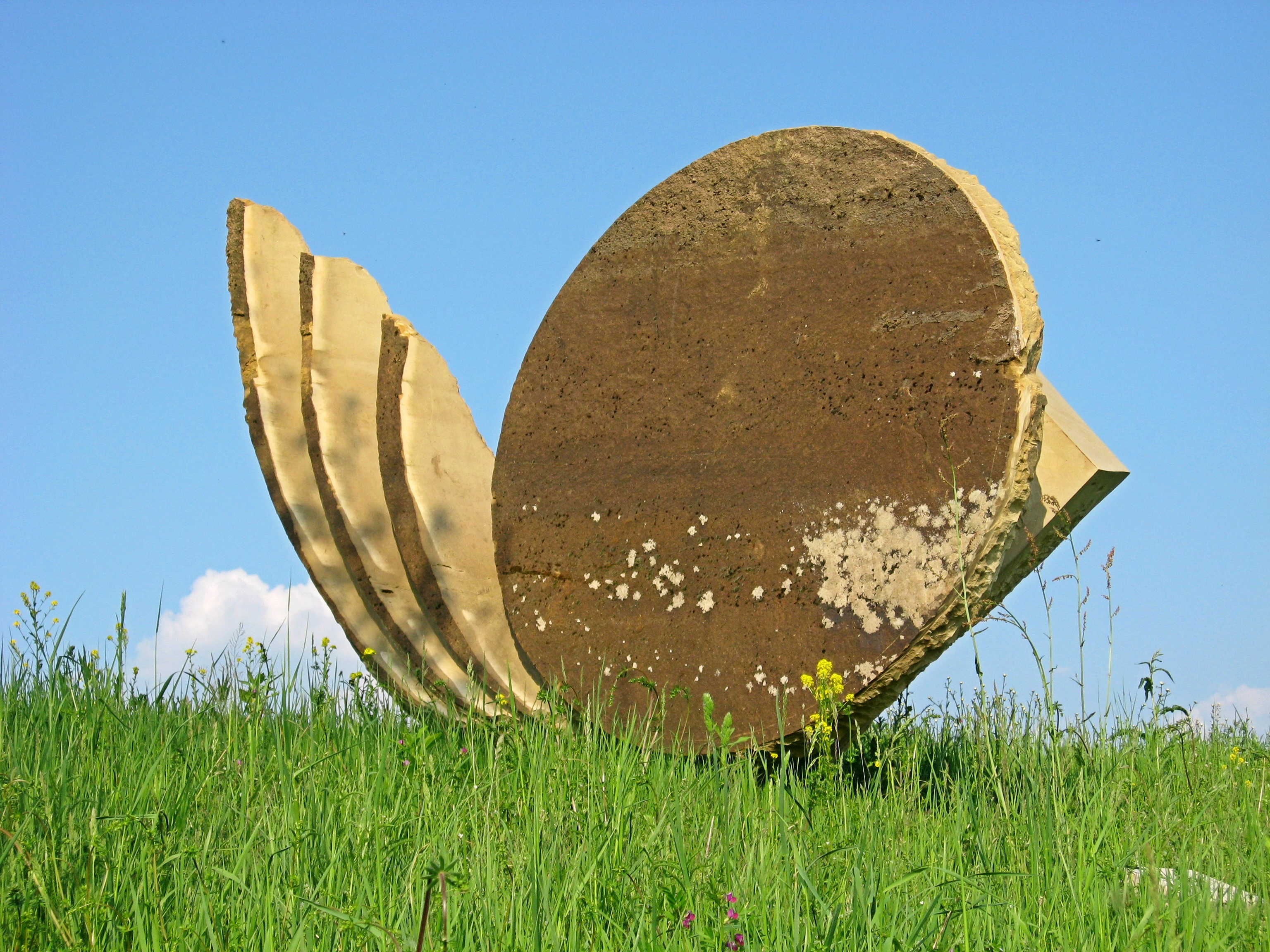
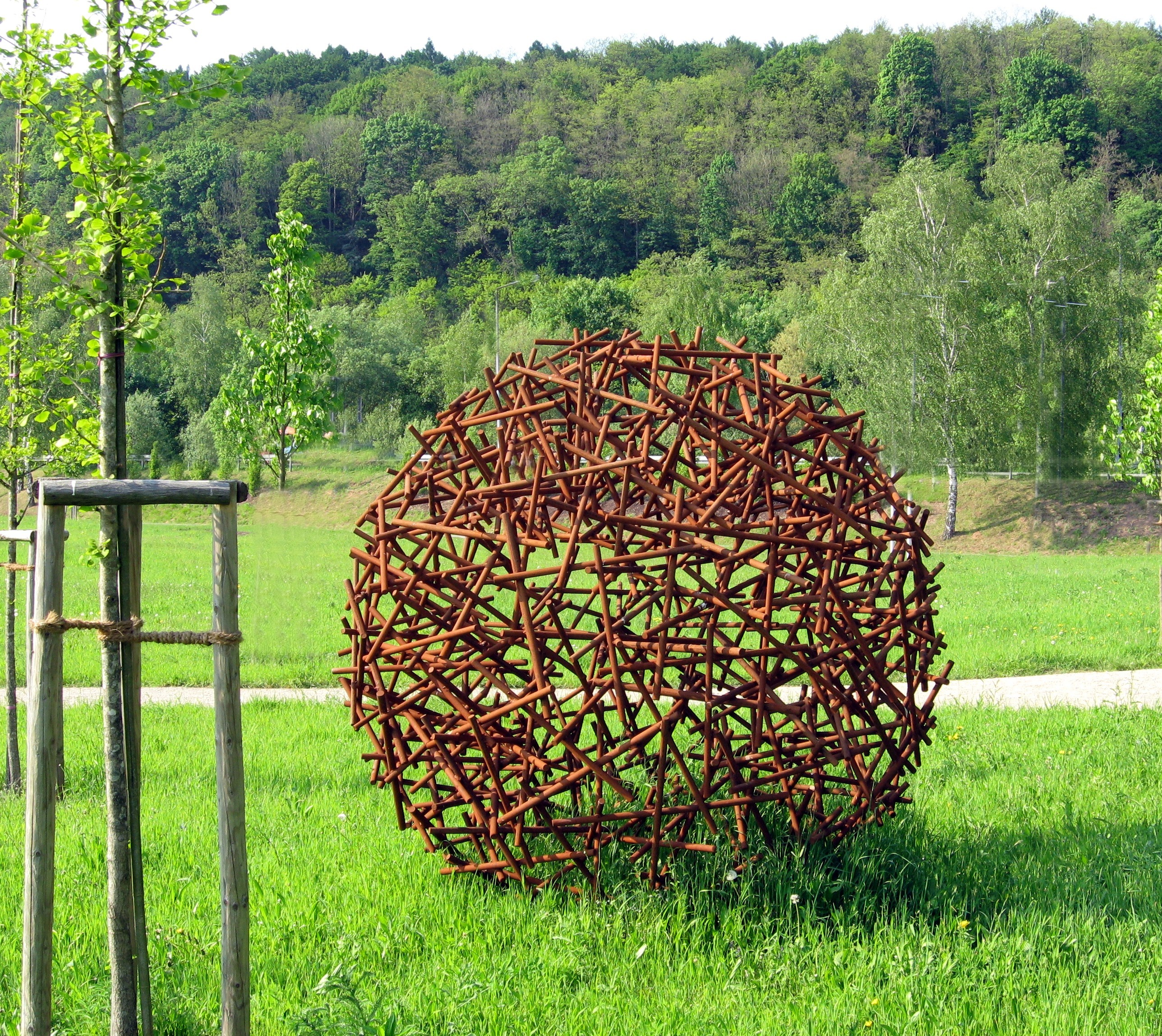
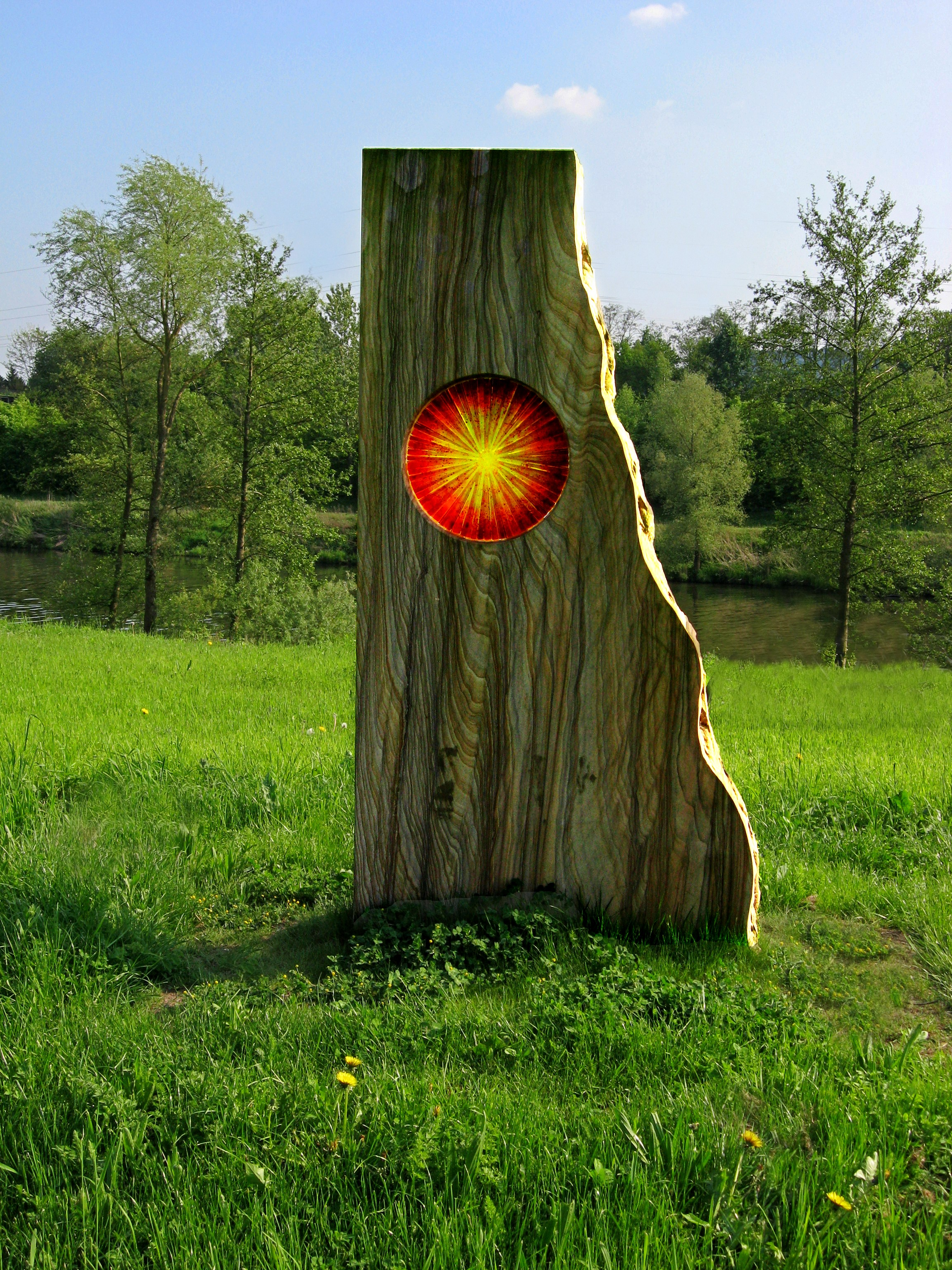

## Persönlichkeiten
Menschen, die sich in besonderer Weise für den ortsübergreifenden Zusammenhalt in der Gemeinde Beckingen starkmachen, werden auf Beschluss des Gemeinderates mit der Ehrenplakette der Gemeinde ausgezeichnet.

### Söhne und Töchter der Gemeinde
- Hellmuth Heye (1895–1970), Militär (Vizeadmiral) und Politiker (CDU), MdB, Wehrbeauftragter des Deutschen Bundestages
- Leo Zarth (1897–?), Senatspräsident am Oberverwaltungsgericht Saarlouis
- Aline Söther (1923–1945), NS-Opfer
- Helmut Leonardy (1925–1987), Präsident des Landgerichts Saarbrücken und Vorsitzender des Deutschen Richterbundes
- Ossi Michel (1927–2016), Tischtennisspieler
- Johannes Mischo (1930–2001), Parapsychologe
- Bernd Schulz (1941–2017), Journalist, Kurator, Kulturvermittler und Hochschullehrer
- Johannes Reiter (1944–2020), römisch-katholischer Theologe, Universitätsprofessor für Moraltheologie
- Dagmar Ensch-Engel (* 1955), Politikerin der Linkspartei
- Alfons Lauer (1957–2015), Jurist und Politiker, Oberbürgermeister von Merzig
- Andreas E. Schmidt (* 1959), Volkskundler und Hochschullehrer
- Gabriel Clemens (* 1983), deutscher Dartspieler, aufgewachsen im Gemeindebezirk Honzrath

### Mit der Gemeinde verbundene Persönlichkeiten
- Nikolaus Schreiner (1914–2007), ehemaliges Mitglied des saarländischen Landtages und des deutschen Bundestages; Ortsvorsteher in  Honzrath

## Verkehr
Der Bahnhof Beckingen (Saar) liegt an der Saarstrecke.
Des Weiteren bildet Beckingen seit dem Jahre 2020 einen wichtigen Verkehrsknoten im Busverkehr im Saartal und Haustadter Tal bis Losheim am See.
Zugverkehr:
| Linie | Linienbezeichnung            | Linienverlauf |
| ----- | ---------------------------- | --- |
| RE 1  | Südwest-Express (Vereinzelt) | Koblenz Hbf – Cochem – Wittlich Hbf – Trier Hbf – Saarburg (Bz Trier) – Merzig (Saar) – Beckingen (Saar) – Dillingen (Saar) – Saarlouis Hbf – Völklingen – Saarbrücken Hbf – Homburg (Saar) Hbf – Landstuhl – Kaiserslautern Hbf – Neustadt (Weinstr) Hbf – Ludwigshafen (Rhein) Mitte – Mannheim Hbf |
| RB 71 | Saartal-Bahn                 | Trier Hbf – Saarburg (Bz Trier) – Merzig (Saar) – Beckingen (Saar) – Dillingen (Saar) – Saarlouis Hbf – Saarbrücken Hbf – St. Ingbert – Homburg (Saar) Hbf |
| RB 70 | Saartal-Bahn                 | Merzig (Saar) – Beckingen (Saar) – Dillingen (Saar) – Saarlouis Hbf – Saarbrücken Hbf – St. Ingbert – Homburg (Saar) Hbf – Landstuhl – Kaiserslautern Hbf |

(Stand 2025)
Busverkehr:
| Linie | Linienverlauf | Betreiber  |
| ----- | --- | ---------- |
| 230   | (Merzig – Harlingen – Bietzen – Menningen – Saarfels —) Beckingen – Haustadt – Honzrath – Erbringen – Hargarten – (Rissenthal) – Reimsbach – Oppen – Wahlen – Niederlosheim – Losheim am See                                           | VMW mbh    |
| 231   | (Saarlouis —) Dillingen – Beckingen – Haustadt (/ Düppenweiler) – Honzrath – Erbringen (— Hargarten – Rissenthal /) Reimsbach – Oppen (— Wahlen)                                                                                       | VMW mbh    |
| 232   | (Merzig – Rehlingen —) Beckingen – Düppenweiler | VMW mbh    |
| 233   | Dillingen – Beckingen – (Rehlingen /) – Saarfels – Menningen – Bietzen – Harlingen – Merzig | VMW mbh    |
| 235   | Merzig – Merchingen – Honzrath – Erbringen – Hargarten – Rissenthal – Reimsbach – Oppen | VMW mbh    |
| 236   | Merzig – Hargarten – Reimsbach – Oppen | VMW mbh    |
| 238   | (Grundschulverkehr Düppenweiler) (Beckingen —) Haustadt – Honzrath – Düppenweiler | VMW mbh    |
| 239   | (Grundschulverkehr Reimsbach) Erbringen – Hargarten – Reimsbach | VMW mbh    |
| 246   | Merzig – Hilbringen – Mechern – Fremersdorf – Rehlingen – Beckingen – Dillingen | VMW mbh    |
| 411   | Eimersdorf / Gerlfangen – Siersburg – Rehlingen – Beckingen – Dillingen – Wallerfangen – Saarlouis | KVS GmbH   |
| 462   | (einzelne Fahrten) Gerlfangen – Eimersdorf – Siersburg – Rehlingen – Beckingen – Dillingen | KVS GmbH   |
| N5    | (Nachtbus an Wochenenden) Saarbrücken – Hostenbach – Schaffhausen – Wadgassen – Bous – Ensdorf – Lisdorf – Saarlouis – Roden – Dillingen – Beckingen – Saarfels – Fremersdorf Bahnhof – Merzig – Besseringen – Mettlach – Saarhölzbach | Saar-Mobil |

(Stand 2025)

## Bildung

### Kindertageseinrichtungen
- Kath. Kita St. Marzellus Beckingen
- Kath. Kita St. Pius Beckingen
- Kath. Kita St. Theresia Beckingen
- Kath. Kita St. Leodegar Düppenweiler
- Kath. Kita St. Luzia Erbringen
- Kath. Kita St. Mauritius Haustadt
- AWO – Kita Honzrath
- AWO – Kita Oppen
- Kath. Kita St. Andreas Reimsbach[12]

### Grundschulen
- Grundschule Düppenweiler
- Grundschule Beckingen
- Grundschule Reimsbach[13]

### Gemeinschaftsschule
- Friedrich-Bernhard-Karcher-Schule Beckingen[13]